# Ji So-yun
Ji So-yun (koreansk: 지소연; født 21. februar 1991) er en Sydkoreansk professionel Fodboldspiller, der spiller for Chelsea LFC i FA WSL og for Sydkorea.

## Karriere

### Klub
Ji startede sin karriere i Japan, da hun spillede L. League mestrene INAC Kobe Leonessa mellem 2011 og 2013. I november 2013 fik Ji et tilbud om at flytte klub til den engelske klub Chelsea. Hun underskrev en to-årig kontrakt i januar 2014. Da flytningen blev officiel senere samme måned, sagd Chelseas cheftræner, Emma Hayes om Ji: "Hun er en af de bedste midtbanespillere i verden, og vores fans vil elske hende." I en af hendes sidste kampe for den japanske klub scorede Ji mod hendes snart nye klub, Chelsea, i finalen i International Women's Club Championship.
Ji blev udnævnt til Players' Player of the Year efter hendes første sæson i England, efter at Chelsea lige akkurat mistede FA WSL 1 mesterskabstitlen på sæsonens sidste dag.Hun blev udnævnt til PFA Women's Players' Player of the Year i april 2015 og blev også udnævnt til en del af PFA WSL Team of the Year.
Ved FA Women's Cup finalen 2015, der blev spillet på Wembley Stadium for første gang, scorede Ji kampens eneste mål, der gjorde, at Chelsea vandt pokelfinalen. I oktober 2015 scorede hun også i Chelseas 4–0 sejr over Sunderland, hvilket sikrede klubbens første FA WSL titel og en liga og pokal double.

### Landshold
Ji har repræsenteret Sydkoreas U/17 landshold og var en del af U/20 landsholdet, der blev nummer to ved U/19 Asiensmesterskabet i fodbold for kvinder i 2009 og nummer tre ved U/20 VM i fodbold for kvinder i 2010.
I oktober 2006 fik Ji debut på A-landsholdet, mens holdet spillede ved Peace Queen Cup 2006. Den 30. november 2006 blev hun den yngste målscorer (15 år og 282 dage) for Sydkoreas kvindefodboldlandshold, efter at hun scorede to mål mod Kinesisk Taipei ved de Asiatiske Lege 2006.
Ji er topscorer gennem alle tider på det sydkoreanske kvindefodboldlandshold.